# Arnaud Bovolenta
Pour les articles homonymes, voir Bovolenta (homonymie).
Arnaud Bovolenta, né le 6 septembre 1988 à Albertville (Savoie 73, France), est un skieur acrobatique français, spécialiste du skicross. Il a remporté la médaille d'argent de l'épreuve du skicross, lors des Jeux olympiques d'hiver de 2014, à Sotchi, en Russie.

## Carrière
Dès son plus jeune âge, Arnaud chausse les skis sur les pistes d'Arêches-Beaufort (Savoie). Il fait ses preuves dans le ski alpin. En 2008, il se tourne vers une discipline naissante, le "skicross".
Au cours de la saison 2009-2010, il remporte le général du circuit coupe d'Europe. En 2010, il intègre l'équipe de France, avec comme entraineur Michel Lucatelli. Après des saisons régulières sur le circuit coupe du monde, Arnaud est sélectionné aux Jeux olympiques d'hiver de Sotchi, en Russie, où il devient à 25 ans, et pour le premier podium de sa carrière, vice-champion olympique, derrière  Jean-Frédéric Chapuis et devant Jonathan Midol, créant, à eux trois, un podium historique, 100% français.
Arnaud arrête sa carrière lors de la saison 2019-2020. Il monte sur la 3ème place pour sa dernière coupe du monde à sunny valley (Russie) lieux de sa victoire en 2017.

## Palmarès

### Jeux olympiques
| Épreuve / Édition | Ski cross |
| ----------------- | --------- |
| Sotchi 2014       | Argent    |
| Pyeongchang 2018  | 6e        |

### Championnats de France Elite
- Vice-champion en 2015 et 2016

## Décorations
- Chevalier de l'Ordre national du Mérite en 2014[1]